# Relations entre le Cameroun et les États-Unis
Les relations entre le Cameroun et les États-Unis sont les relations internationales s'exerçant entre les États-Unis d'Amérique et la république du Cameroun.

## Histoire

### Avant l'indépendance
La présence américaine au Cameroun est antérieure à l'indépendance du pays en 1960. Depuis le XIXe siècle, le Cameroun a attiré des missionnaires américains, dont certains - parmi lesquels l'Agence missionnaire presbytérienne et les Ministères internationaux ont été influents dans l'établissement d'infrastructures éducatives dans le pays. Plus près de nous, les États-Unis ont établi un poste diplomatique à Yaoundé en juillet 1957, avec Walter Cutler (en) à la barre. À ce stade, l'imminence de l'indépendance du Cameroun était évidente, et les États-Unis cherchaient à se positionner pour le retrait français, comptant parmi leurs préoccupations l'endiguement de l'expansion communiste et souhaitant donc surveiller les activités de l'Union des populations du Cameroun (UPC), une insurrection civile communiste. En 1959, la liaison de Yaoundé est élevée au rang de consulat général, et Ahmadou Ahidjo, le leader présumé du Cameroun indépendant, rend visite au président américain Dwight D. Eisenhower à la Maison-Blanche, lors d'un voyage à l'Assemblée générale des Nations unies (ONU) pour rassembler le soutien international en faveur de l'indépendance du Cameroun.

### Présidence d'Ahmadou Ahidjo (1960-1982)

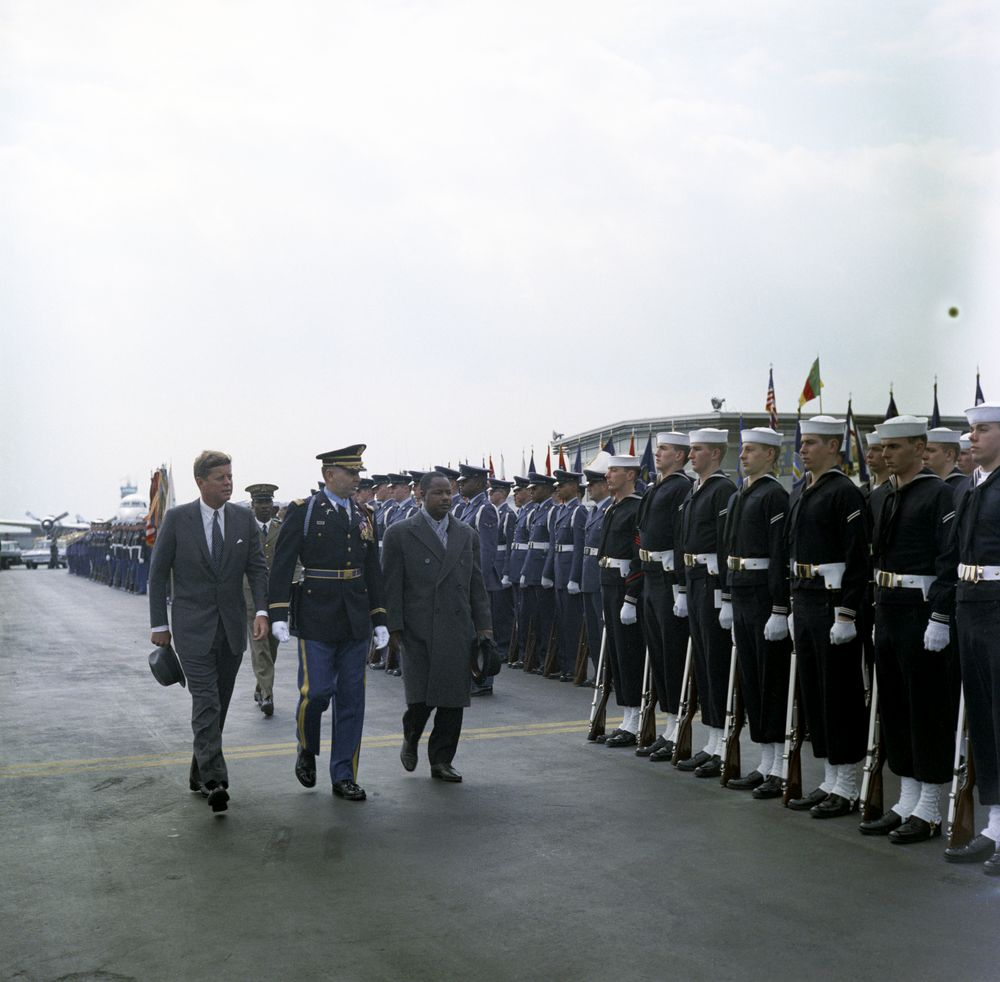
Le président John F. Kennedy accueille le président Ahmadou Ahidjo, aux États-Unis, en mars 1962.

Lorsque le Cameroun français devient indépendant en tant que république du Cameroun au début de 1960, il établit des relations diplomatiques officielles avec les États-Unis. En 1961, les États-Unis transforment le consulat de Yaoundé en ambassade, puis en poste avancé à Douala, tandis que le Cameroun établit une ambassade à Washington, D.C. et une mission permanente auprès des Nations unies à New York. Les premières relations bilatérales sont cependant tendues : les États-Unis refusent de soutenir les objections du Cameroun à l'union du Cameroun septentrional sous administration britannique avec la nouvelle république fédérale du Nigeria ; et le Cameroun est offensé par la demande des États-Unis de rappeler son ambassadeur, Raymond Aimé-N'Thepe, parce qu'il est un « raciste anti-blanc » et qu'il a « menacé un entrepreneur de clôtures avec une arme à feu ». Cependant, en janvier 1961, le président camerounais Ahidjo écrit à John F. Kennedy pour le féliciter de son investiture en tant que président des États-Unis, exprimant l'espoir d'une relation bilatérale plus forte, et les relations se sont considérablement améliorées après que Kennedy a reçu Ahidjo lors d'une visite officielle de cinq jours en mars 1962. En juillet de l'année suivante, le secrétaire d'État adjoint aux affaires africaines, Mennen Williams, se rend au Cameroun pour réaffirmer les « relations positives » entre les deux pays. Entre 1962 et 1967, Ahidjo se rend aux États-Unis à cinq reprises, et d'autres visites suivent, notamment en 1969 et 1971. Au cours de sa présidence, il a été reçu non seulement par Kennedy mais aussi par quatre de ses successeurs, les présidents Lyndon B. Johnson, Richard Nixon, Jimmy Carter et Ronald Reagan.
Kennedy avait espéré non pas surpasser mais concurrencer l'influence française en Afrique et pas seulement au Cameroun lui-même : en raison de sa situation géographique et de son bilinguisme, le Cameroun constituait une « porte d'entrée » vers d'autres pays d'Afrique centrale. De manière plus pratique, pendant certaines périodes (1970-1981, et plus tard 1995-2006), les États-Unis utilisaient Yaoundé comme base pour surveiller leurs intérêts en Guinée équatoriale. L'expansion de l'influence américaine en Afrique était également considérée comme une tactique d'endiguement communiste et de coopération en matière de sécurité pendant la guerre froide. L'expansion de l'influence américaine en Afrique était également considérée comme une tactique d'endiguement du communisme et de coopération en matière de sécurité pendant la guerre froide, et Ahidjo a joué sur cette dimension, alertant Kennedy, lors de leur rencontre en 1962, sur la menace communiste subversive que représentait l'UPC au Cameroun. Ahidjo, pour sa part, cherchait à diversifier les relations étrangères du Cameroun, en réduisant sa dépendance économique et politique à l'égard de la France, une de ses anciennes puissances coloniales : Le Cameroun était soigneusement non-aligné dans la Guerre froide, mais sa forte orientation vers la France était apparente, et était occasionnellement restrictive. Ahidjo était particulièrement intéressé par l'assistance économique que les Etats-Unis pouvaient offrir.
En effet, entre 1963 et 1984, l'aide américaine au Cameroun s'est élevée à 278,6 millions de dollars, et s'est concentrée sur le développement des infrastructures, notamment de transport, et sur l'agriculture. En outre, peu après l'indépendance, le Cameroun avait demandé l'aide du Peace Corps pour l'enseignement et la formation dans son secteur éducatif sous-développé. Deux ans seulement après l'arrivée du premier contingent de volontaires en septembre 1962, en 1964, les 77 volontaires du Peace Corps au Cameroun occidental représentaient 30 % du personnel enseignant du secondaire de la région.

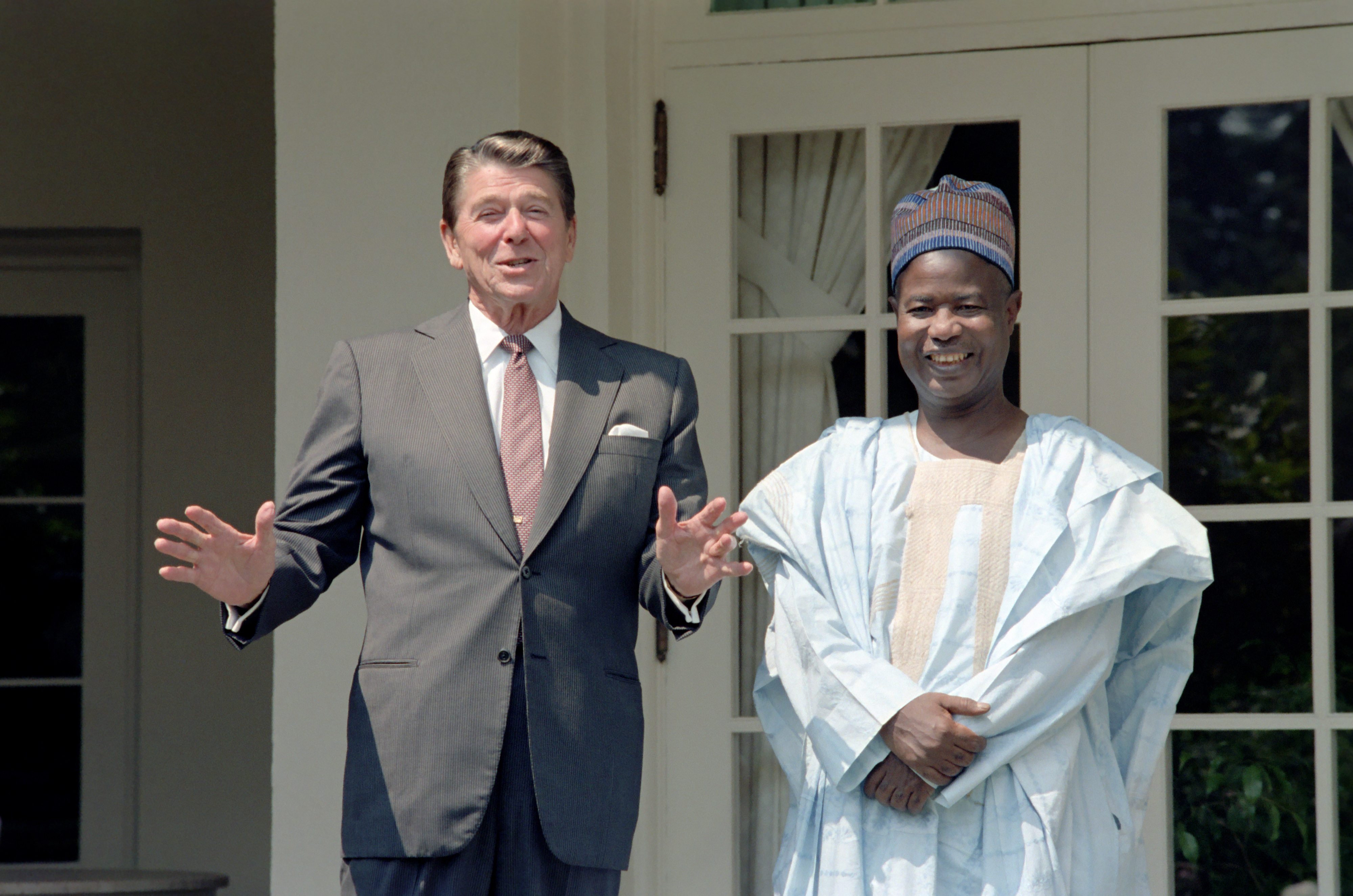
Le président Ahidjo lors d'une visite de travail avec le président Ronald Reagan dans la roseraie de la Maison-Blanche, juillet 1982.

La présence du Peace Corps a créé une bonne volonté envers les États-Unis parmi les communautés camerounaises. Kennedy lui-même, même après sa mort, était également populaire : L'historien camerounais Julius Amin a déclaré que des écoles, des rues et des enfants portaient le nom de Kennedy, et que « beaucoup accrochaient dans leur salon la photo de John Kennedy en plus de celles des membres importants de leur famille ». aient situé leurs agences culturelles à Douala, privilégiant les avancées politiques avec les Africains francophones, même la présence de l'USAID avait une importance symbolique pour les Camerounais anglophones, pour qui les bureaux de l'Agence américaine pour le développement international sont devenus un « centre culturel important » en contrepoint de la domination culturelle française.
Malgré ces initiatives, dans les années 1970, l'aide et le commerce américains sont restés « pathétiquement minuscules », dans les deux cas éclipsés par la contribution française entre 1966 et 1974, le commerce américain n'a jamais dépassé 5 % des importations ou exportations camerounaises. Dans les années 1960 - et par la suite, les exportations camerounaises vers les États-Unis étaient dominées par les matières premières, notamment les produits pétroliers, le cacao, le bois et le caoutchouc.

### Présidence de Paul Biya (1982-présent)

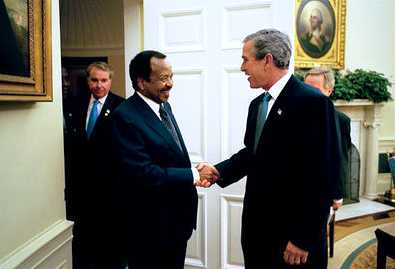
Le président George W. Bush rencontre le président camerounais Paul Biya pour une réunion bilatérale et un dîner à la Maison-Blanche en mars 2003.

Cependant, les relations économiques entre le Cameroun et les États-Unis ont atteint leur plus haut niveau en 1982, lorsque Ahidjo a été remplacé par son premier ministre, Paul Biya. Entre 1982 et 1984, les États-Unis ont dépassé la France en tant que premier marché d'exportation du Cameroun, principalement en raison de leur consommation de pétrole camerounais. Biya a poursuivi la diversification des relations étrangères du Cameroun encore plus vigoureusement qu'Ahidjo, décrivant sa politique étrangère en termes de « diplomatie du développement », de « coopération sans frontières » et de diplomatie de la « porte ouverte ».

#### Coopération en matière de sécurité
À partir de 2013 environ, les relations bilatérales ont de plus en plus mis l'accent sur les actions conjointes de lutte contre Boko Haram et l'État islamique en Afrique de l'Ouest, parallèlement à d'autres initiatives de sécurité régionale, notamment dans le golfe de Guinée Entre 2015 et 2020, environ 300 militaires américains ont été déployés dans le nord du Cameroun pour mener des activités régionales d'ISTAR.

#### Préoccupations relatives aux droits de l'homme et sanctions
Selon l'ancien secrétaire d'État adjoint aux affaires africaines, Johnnie Carson, avant 2012 et avant que l'accent ne soit mis sur l'antiterrorisme régional la politique américaine au Cameroun se concentrait sur "la recherche de moyens d'influencer le gouvernement camerounais à adopter des réformes politiques". Au cours des cinq dernières années, l'augmentation des rapports sur les violations des droits de l'homme au Cameroun a ravivé l'intérêt américain, et en particulier l'intérêt du Congrès, pour de telles réformes,. La préoccupation la plus importante est la crise anglophone au Cameroun, et l'inquiétude que l'administration de Biya puisse détourner l'assistance sécuritaire américaine pour soutenir une réponse étatique répressive.
En février 2019, les États-Unis ont réduit l'aide militaire au Cameroun d'environ 17 millions de dollars en réponse à des vidéos montrant des atrocités militaires contre des civils, bien que l'ambassadeur américain Peter Barlerin ait déclaré que les relations entre les pays restaient néanmoins « excellentes »,. En octobre, et citant des préoccupations similaires en matière de droits de l'homme, le président Donald Trump a mis fin à l'éligibilité du Cameroun aux avantages commerciaux préférentiels en vertu de l'African Growth and Opportunity Act. L'année suivante, le département d'État américain a désigné le Cameroun en vertu de la loi sur la prévention des enfants soldats pour le recrutement et l'utilisation d'enfants soldats, bien que l'administration Trump ait renoncé aux implications juridiques pour l'éligibilité du Cameroun à l'aide à la sécurité, et le Cameroun a été retiré de la liste en 2021. Plus récemment, en juin 2021, l'administration du président Joe Biden a annoncé qu'elle imposerait des restrictions de visa aux personnes soupçonnées de faire obstacle à la résolution pacifique de la crise anglophone.

## Relations actuelles
Les relations sont étroites, bien qu'elles aient parfois été affectées par des préoccupations concernant les violations des droits de l'homme et le rythme de la libéralisation politique et économique. Le programme bilatéral de l'Agence américaine pour le développement international (USAID) au Cameroun a été fermé pour des raisons budgétaires en 1994.

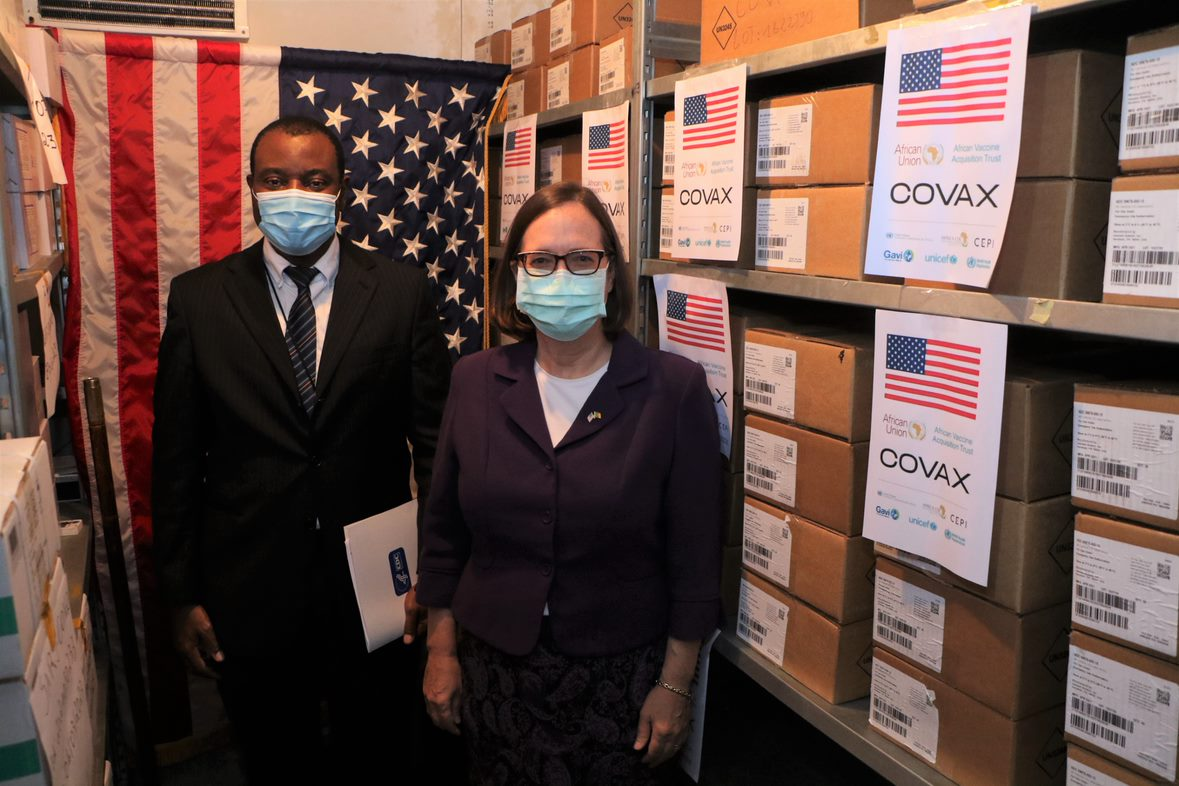
Les États-Unis font don de vaccins Janssen COVID-19 au Cameroun dans le cadre de l'initiative COVAX en 2021.

Cependant, environ 140 volontaires du Corps de la Paix continuent à travailler avec succès dans les domaines de l'agroforesterie, du développement communautaire, de l'éducation et de la santé. La section des affaires publiques de l'ambassade des États-Unis à Yaoundé organise et finance divers échanges culturels, éducatifs et d'information. Elle entretient une bibliothèque et contribue à encourager le développement de la presse indépendante camerounaise en fournissant des informations dans un certain nombre de domaines, notamment les politiques américaines en matière de droits de l'homme et de démocratisation. Les fonds d'entraide et de démocratie et de droits de l'homme de l'ambassade sont parmi les plus importants en Afrique.
Grâce à plusieurs fonds régionaux du département d'État et de l'USAID, l'ambassade fournit également des fonds pour les réfugiés, le VIH/SIDA, la démocratisation et les bourses d'études pour les filles. Le département de l'agriculture des États-Unis (USDA) a accordé une subvention de produits de base d'une valeur de 6 millions de dollars en 2003 pour financer des projets de développement agricole dans les provinces du Nord et de l'Extrême-Nord. Un programme similaire de 4 millions de dollars a été approuvé en 2004. Ce programme financera un projet de développement agricole et d'amélioration de la nutrition dans les régions de l'Est et de l'Adamaoua.
Les États-Unis et le Cameroun travaillent ensemble au sein des Nations unies et d'autres organisations multilatérales. Pendant qu'il siégeait au Conseil de sécurité des Nations unies en 2002, le Cameroun a travaillé en étroite collaboration avec les États-Unis sur des initiatives. Le gouvernement américain continue à fournir un financement substantiel aux institutions financières internationales, telles que la Banque mondiale, le Fonds monétaire international et la Banque africaine de développement, qui fournissent une assistance financière et autre au Cameroun.

## Missions diplomatiques
L'ambassade des États-Unis au Cameroun se trouve à Yaoundé.

## Intervention militaire américaine de 2015
En octobre 2015, les États-Unis ont commencé à engager des troupes dans le cadre de l'intervention militaire américaine au Cameroun.